# Manikyapura, Mysore
Manikyapura là một làng thuộc tehsil Mysore, huyện Mysore, bang Karnataka, Ấn Độ.